# Zimtbrustmotmot
Der Zimtbrustmotmot (Baryphthengus martii) ist ein Vogel aus der Familie der Sägeracken (Momotidae) und kommt in Mittel- und Südamerika vor.

## Merkmale
Der 45 cm lange Zimtbrustmotmot ist ein gedrungener Vogel mit langem Schwanz, einem großen Kopf und einem großen nach unten gebogenen Schnabel sowie schwarzem Augenstreif; Kopf und Unterseite sind orangerot gefärbt; Flügel und Schwanz sind grün mit blauen Rändern.

## Vorkommen
Der Zimtbrustmotmot bewohnt Tiefland- und Bergwälder sowie ausgewachsene Sekundärwälder. Das Verbreitungsgebiet der nördlichen Population erstreckt sich von Nicaragua südlich bis nach West-Ecuador. Eine weitere lebt im westlichen Amazonasbecken.

## Verhalten
Dieser Vogel verbringt die meiste Zeit hoch oben im Geäst eines Baumes und fliegt nur auf, um mit plötzlicher Bewegung Insekten im Laub zu fangen. Gelegentlich stürzt er sich zum Boden hinab, um dort Kleintiere, auch Mäuse und Eidechsen zu ergreifen. Er folgt bisweilen auch Kolonien von Wanderameisen, die auf ihren Streifzügen kleinere Tiere aufscheuchen. Größere Beutetiere werden zum Ansitz zurückgetragen und zum Töten gegen einen Ast geschlagen. Die tierische Nahrung ergänzt er um Früchte, die er im Flug von den Bäumen pflückt.
Zimtbrustmotmots sind alleine oder in Paaren anzutreffen.

## Fortpflanzung
Der Zimtbrustmotmot brütet in einer nackten Brutkammer am Ende einer selbstgegrabenen Röhre an Uferböschungen oder zwischen Baumwurzeln. Darin rastet er auch außerhalb der Brutzeit.